# Psychoda helotes
Psychoda helotes és una espècie d'insecte dípter pertanyent a la família dels psicòdids.

## Descripció
- La femella fa 0,9-1 mm de llargària a les antenes, mentre que les ales li mesuren 1,5-1,8 de longitud i 0,6-0,7 d'amplada.
- Les antenes de la femella presenten 15 segments (el 14 i el 15 són de la mateixa grandària i separats).
- La placa subgenital és allargada i esvelta.
- El mascle no ha estat encara descrit.[2]

## Distribució geogràfica
Es troba a l'illa de Borneo.